# Smużka kaukaska
Smużka kaukaska (Sicista caucasica) – gatunek ssaka z rodziny smużek (Sminthidae).

## Zasięg występowania
Smużka kaukaska występuje w zachodnim Wielkim Kaukazie w Rosji i Gruzji, na północnych stokach od rzeki Pszisz na wschód do północnego obszaru rzeki Kizgicz oraz na południowych zboczach w Abchazji; być może w przylegających terenach w Rosji. Doniesienia o występowaniu w Turcji, w górach nad Morzem Czarnym, przypuszczalnie dotyczą mylnie zidentyfikowanej smużki armeńskiej (S. armenica). 

## Taksonomia
Gatunek po raz pierwszy naukowo opisał w 1925 rosyjski zoolog Boris Winogradow nadając mu nazwę Sicista caucasica. Holotyp pochodził z  okolic Majkopu, na Kaukazie Północnym w Rosji.
S. caucasica należy do zachodnio-górskiej grupy gatunkowej. Największe podobieństwo genetyczne występuje między S. caucasica i S. kluchorica. Ponieważ są one praktycznie nie do odróżnienia na podstawie wyglądu zewnętrznego i morfologii czaszki, trudno jest dokładnie określić zasięg geograficzny i wysokościowy. Gatunek ten wyróżnia spośród innych smużek liczba chromosomów (2n=32). Autorzy Illustrated Checklist of the Mammals of the World uznają ten takson za gatunek monotypowy.

### Etymologia
- Sicista: etymologia niejasna, J.E. Gray nie wyjaśnił znaczenia nazwy rodzajowej; Palmer sugeruje, że nazwa to pochodzi od tatarskiego słowa sikistan, oznaczającego „stadną mysz”, bazując na opisie Pallasa[8]. Sam Pallas jednak wymienia nazwę tatarską dshilkis-sitskan („Dʃhilkis-Sitʃkan”), gdzie dshilkis to „stadny, żyjący w stadzie, gromadny” (łac. gregalis), natomiast sitskan to „mysz” (łac. mus, muris)[9], por. w jedenastowiecznym słowniku Mahmuda z Kaszgaru:  yılkı „stado” i sıçgan „mysz”[10].
- caucasica: nowołac. Caucasicus „kaukaski”, od łac. Caucasius „kaukaski, z Kaukazu”, od Caucasus „Kaukaz”, od gr. Καυκασος Kaukasos „Kaukaz”[11].

## Morfologia
Długość ciała (bez ogona) 43,6–68,9 mm, długość ogona 84–105,8 mm, długość ucha 9,2–12,8 mm, długość tylnej stopy 17,4–22 mm; masa ciała 5,8–7,2 g. Jest to niewielki ssak podobny z wyglądu do myszy o długim ogonie. Wierzch ciała od jasnobrązowego do ochrowo-brązowego z ciemną pręgą, brzuch biały lub żółtawy; także ogon z wierzchu jest ciemniejszy.

## Ekologia
Gryzoń ten jest spotykany w górach na wysokościach od 1400 do 2200 m n.p.m., na łąkach piętra subalpejskiego porośniętych wysoką trawą, rzadko w lasach. Optymalne środowisko znajduje na wysokości 1500 m n.p.m..
Smużka kaukaska jest aktywna tylko przez 3–3,5 miesiąca w roku, przez resztę czasu hibernuje. Szczyt aktywności przypada na przełom czerwca i lipca. Prowadzi naziemny tryb życia. W niewoli zjada owady, nasiona i jagody. W miocie rodzi się 4–6 młodych.

## Populacja
W rosyjskiej części zasięgu 25% drobnych gryzoni łapanych powyżej wysokości 1500 m n.p.m. to smużki kaukaskie; na 100 dołów-pułapek przypada od 1 do 24 smużek. W Abchazji gęstość populacji jest niższa. Nadmierny wypas trzód stanowi zagrożenie dla tego gatunku, w niektórych obszarach zagrożeniem jest także wycinanie wysokich traw. Ocenia się, że sprzyjające tym gryzoniom środowisko będzie się w dalszym ciągu kurczyło. Smużka kaukaska jest uznawana za gatunek narażony.